# Mogölen (Lönneberga socken, Småland)
Mogölen är en sjö i Hultsfreds kommun i Småland och ingår i Emåns huvudavrinningsområde.